# Diogo Cão
Diogo Cão (portugalska izgovarjava [dioɣu kɐw]), Diogo Cam ali Diego Cam  je bil portugalski raziskovalec in eden najopaznejših pomorščakov v dobi raziskovanj. V 1480-ih je dvakrat plul ob zahodni obali Afrike, raziskoval reko Kongo in obale današnje Angole in Namibije.

## Zgodnje življenje in družina
Rodil se je v Vili Real (ali Évori) na Portugalskem okoli 1452 kot nezakonski sin Álvara Fernandesa ali Gonçalvesa  Cãa plemiča na dvoru, tudi on je bil nezakonski sin, in to Gonçala Cãa. Bil je poročen in je imel štiri otroke: Pedra, Manuela, Andréja Afonsa in Isabelo.

## Raziskovalec
Bil je prvi znan Evropejec, ki je videl reko Kongo in raziskal zahodnoafriško obalo med rtom svete Katarine v Gvinejskem zalivu in Cape Crossom, skoraj od ekvatorja do Walvis Baya v Namibiji.

### Prvo potovanje
Ko je portugalski kralj Janez II. oživil delo Henrika Morjeplovca, je poslal Cãa (verjetno okoli kresa leta 1482) raziskat afriško obalo južneje od ekvatorja. Ustje in izliv reke Kongo so odkrili (morda v avgustu 1482) in označili s padrãom ali kamnitim stebrom (deli se še vedno vidijo), postavljen na točko morskih psov (Shark Point), ki potrjuje suverenost Portugalske; velika reka se je na kratko povzpela in potovanje v notranjost je bilo mogoče s pomočjo domačinov v kraljestvu Bakongo (Kongo). Cão je nato plul ob obali navzdol ob današnji Angoli (Portugalska zahodna Afrika) in postavil drug steber na rtu svete Marije (Monte Negro na prvem potovanju). Gotovo se je vrnil v Lizbono do začetka aprila 1484, ko mu je Janez II. podelil naslov cavaleiro (vitez)  (bil je že escudeiro ali oproda) in mu podelil rento in grb (8. aprila 1484 in 14. aprila 1484). Ob vrnitvi je odkril še otok Annobón v Gvinejskem zalivu.

### Drugo potovanje
Cão naj bi bil na svojem drugem potovanju leta 1484–1486 skupaj z Martinom Behaimom (kot se domneva iz njegovega pisma nürnberškemu svetu iz leta 1492), kar je zelo vprašljivo. Znano pa je, da je raziskovalec ponovno obiskal Kongo in postavil dva stebra na drugi strani kot ob svojem prejšnjem potovanju. Prvi je bil na Monte Negro (zdaj Cabo Negro, Angola), drugi na Cape Crossu. Steber na Cape Crossu je verjetno zaznamoval konec njegovega napredovanja proti jugu, približno 1400 kilometrov. Cão se je povzpel po reki Kongo do bližine mesta Matadi. Tam je oktobra ali novembra 1485 v bližini slapov Yellala zapustil napis, vrezan v kamen, ki priča o njegovi poti in poti njegovih mož:

 Aqui chegaram os navios do esclarecido rei D.João II de Portugal - Diogo Cão, Pero Anes, Pero da Costa ("Sem so priplule ladje razsvetljenega portugalskega kralja Janeza II. – Diogo Cão, Pero Anes, Pero da Costa").
Po enem viru (legenda na zemljevidu Heinricha Hammerja, 1489) je Cão umrl na Cape Crossu; vendar so João de Barros in drugi pisali o njegovi vrnitvi v Kongo in njegovem nadaljnjem opravljanju dela odposlanca na Portugalskem. Štirje stebri, ki jih je Cão postavil na svojih dveh potovanjih, so bili odkriti na kraju samem in napisi na dveh  (rt svete Marije in  Cape Cross) z dne 1482 oziroma 1485 so še vedno berljivi in  so bili natisnjeni. Padrão iz Cape Crossa je danes v Berlinu (na kraju samem je zamenjan z granitno repliko); tisti ob izlivu reke Kongo, z rta svete Marije in Caba Negra so v Muzeju geografskega društva v Lizboni.